# Sopot

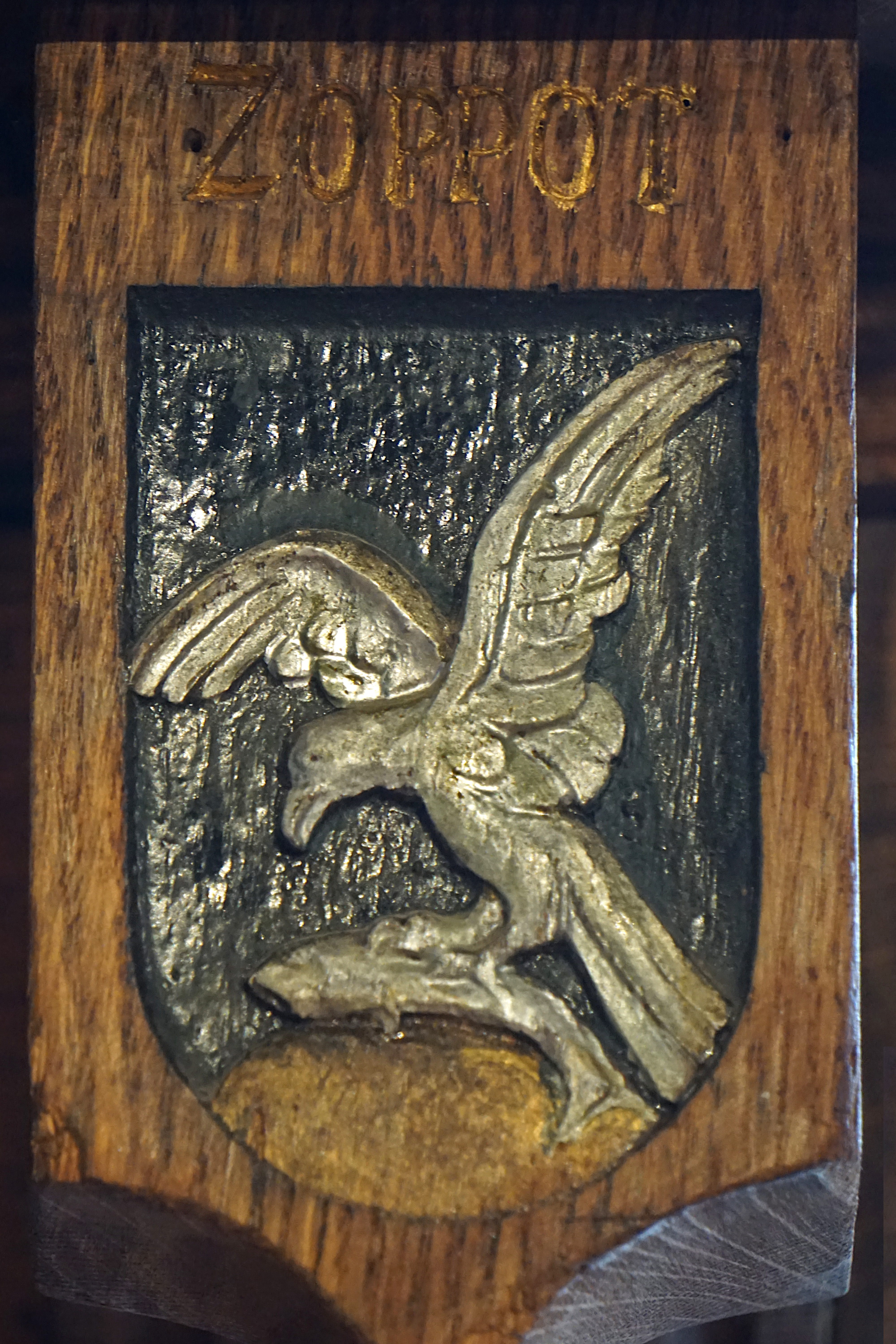
Wappen von Zoppot im Plenarsaal des altstädtischen Rathauses in Danzig

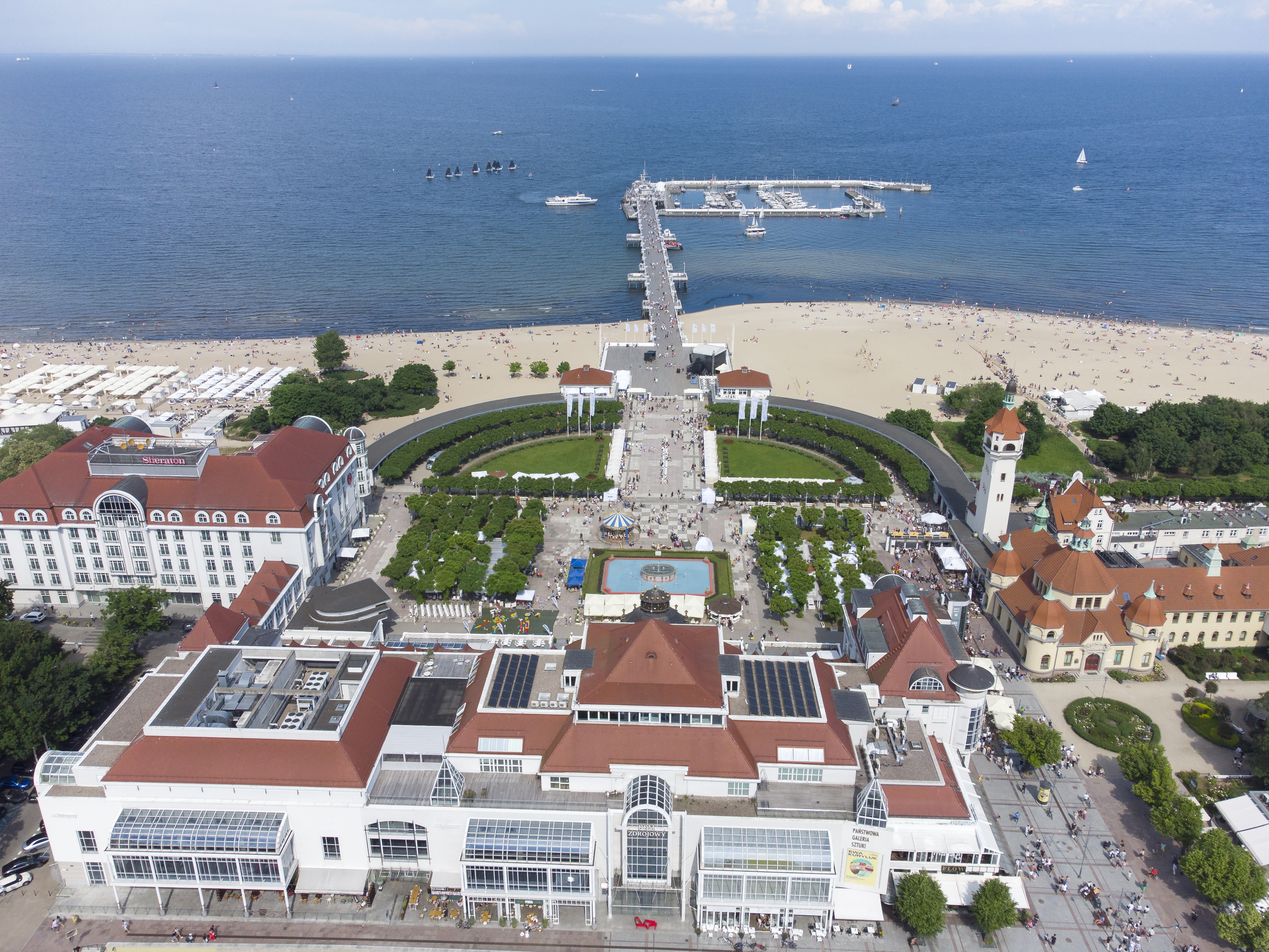
Luftbild

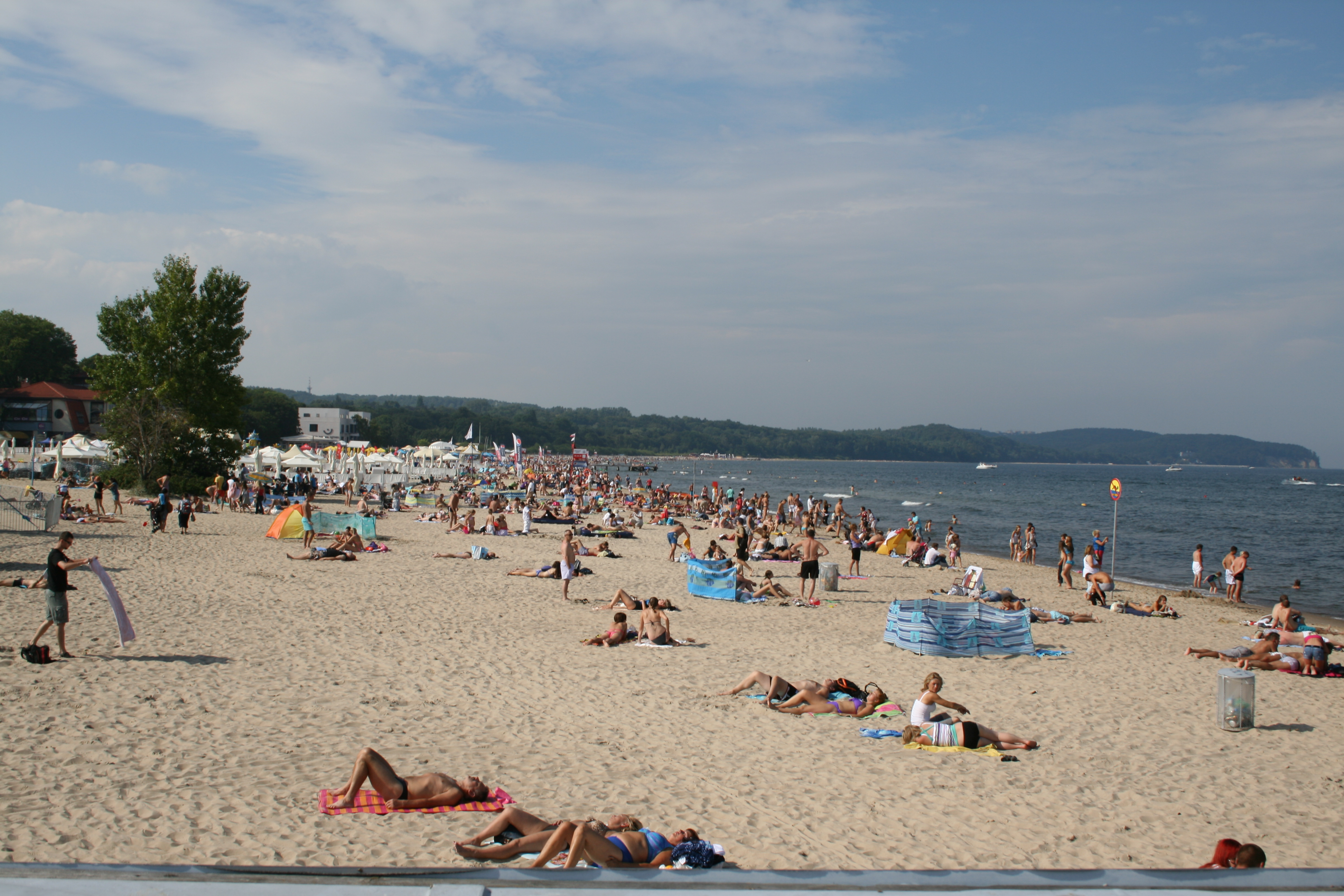
Strandpanorama (Aufnahme 2011), vom Anfang des Großen Seestegs aus in nördlicher Richtung gesehen

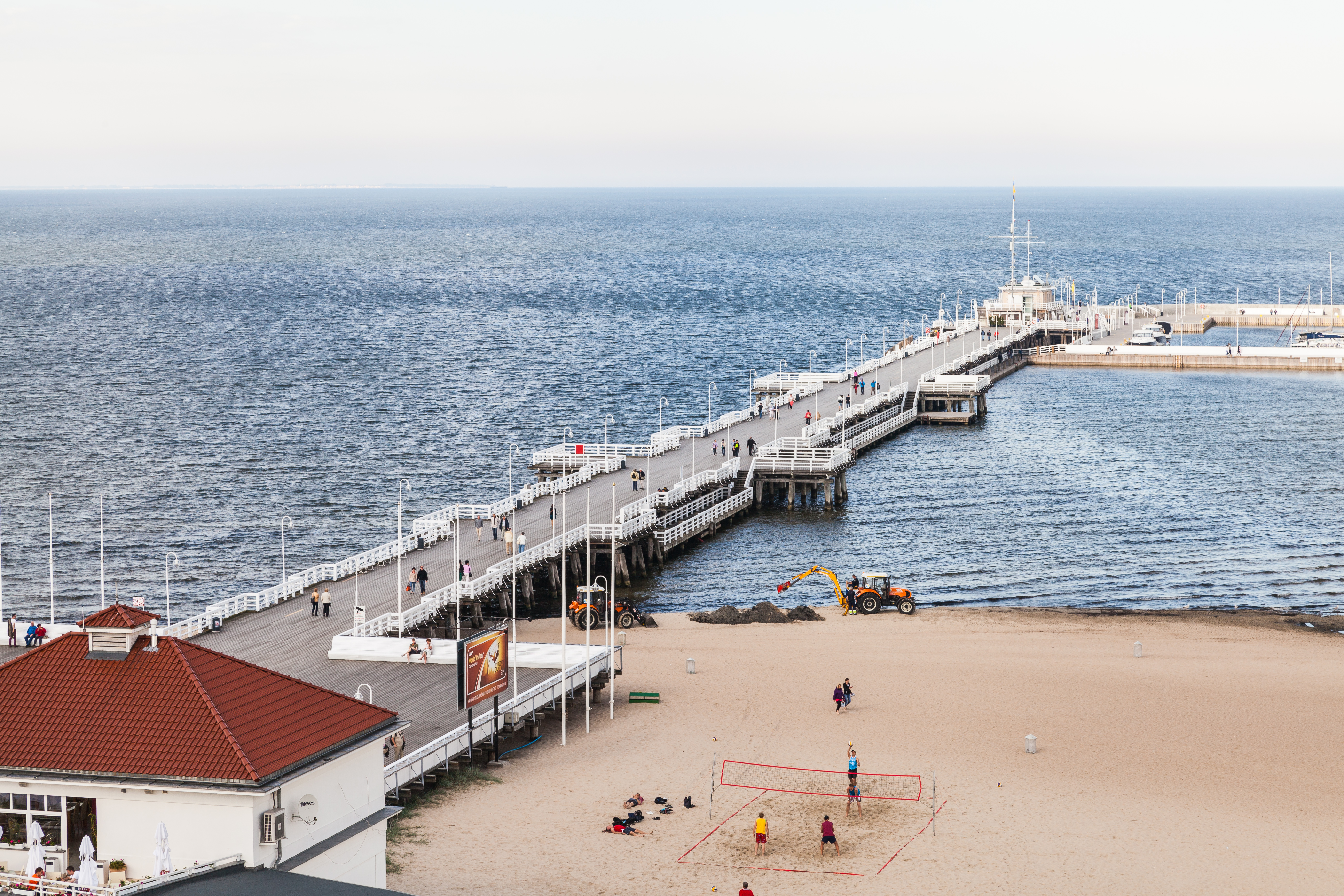
Seebrücke in Zoppot, 511,5 m lang, Großer Seesteg genannt, heutiger polnischer Name Molo

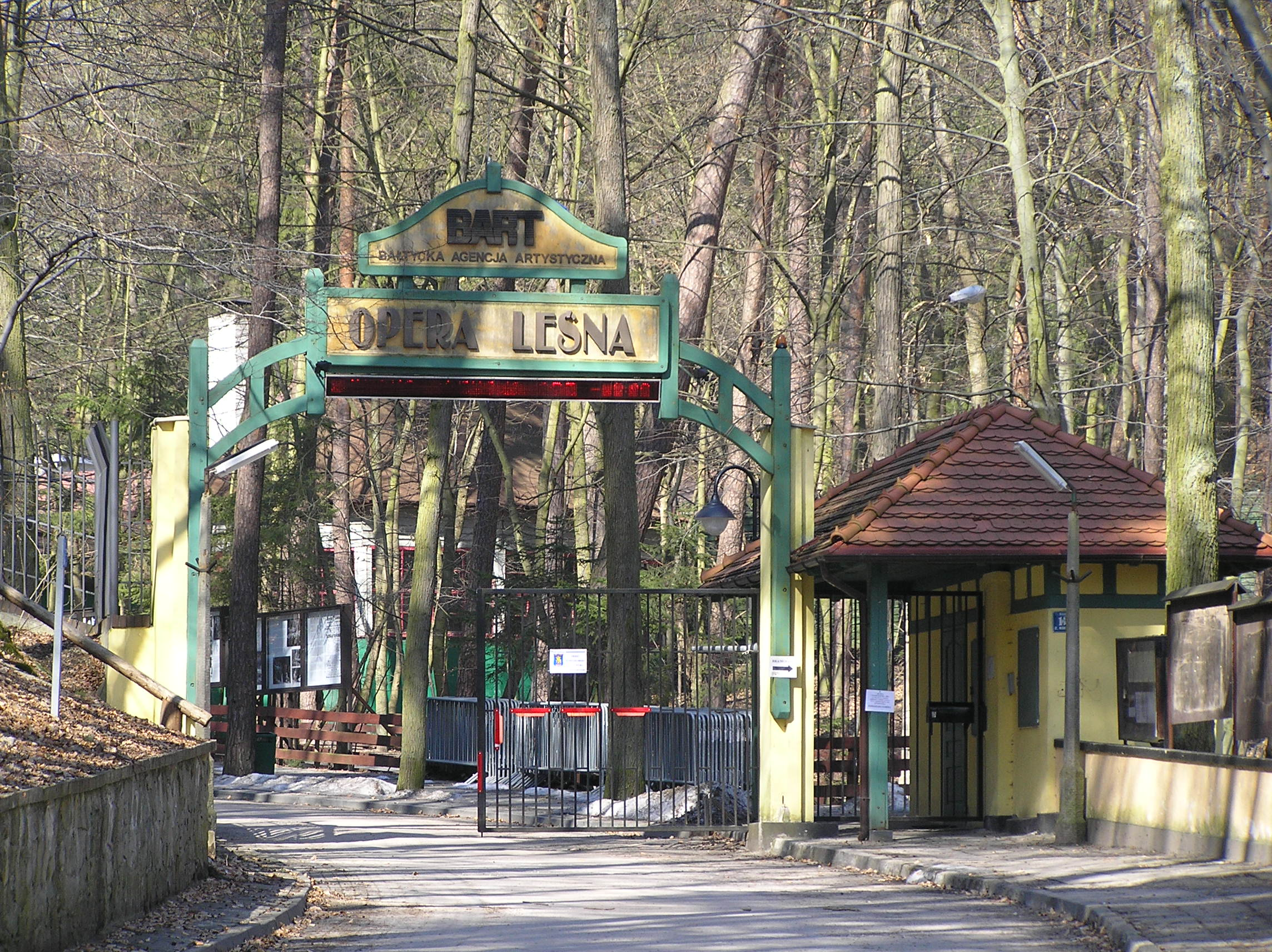
Zugang zur Waldoper Zoppot (Opera Lesna)

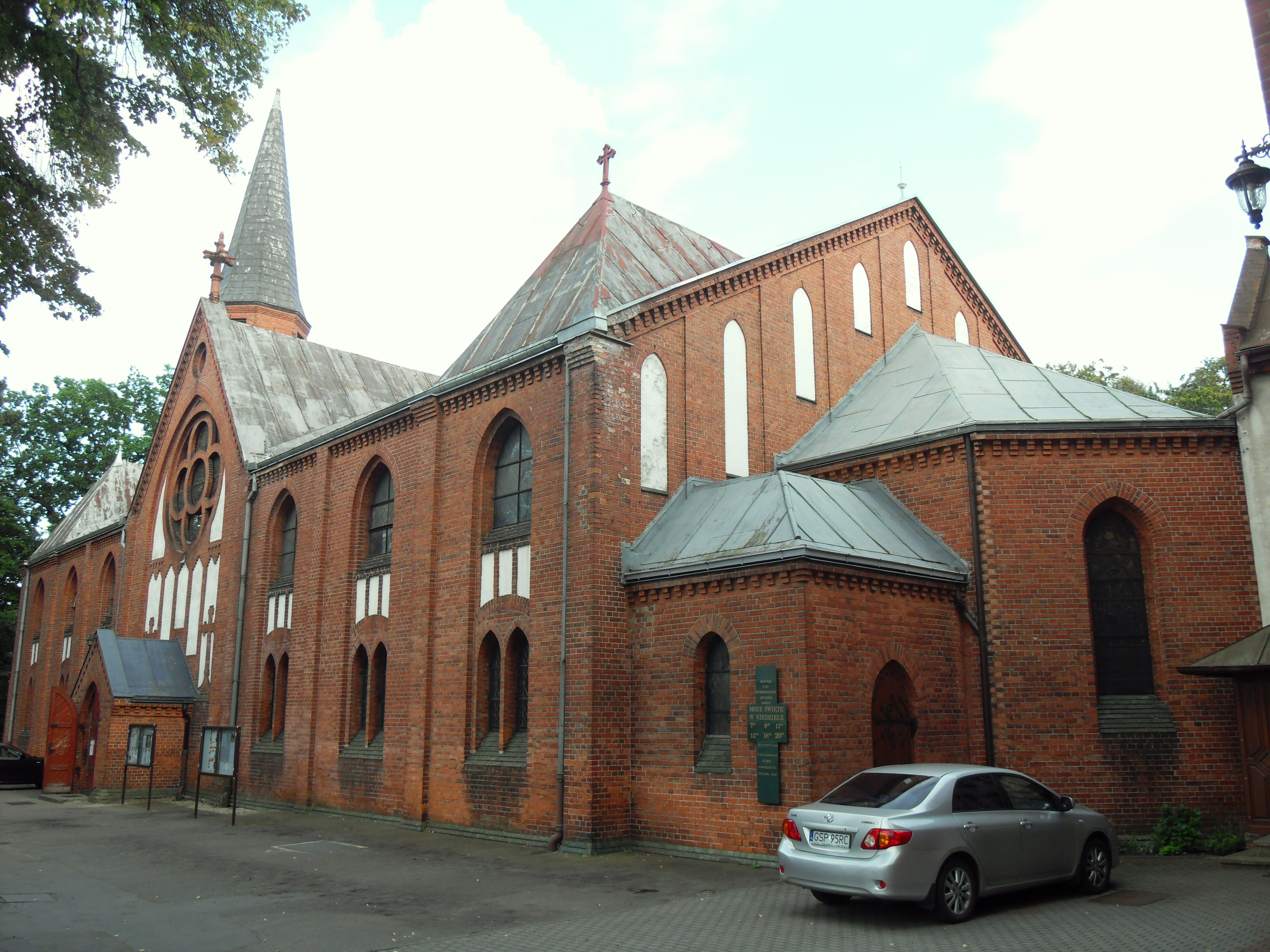
Katholische Kirche Maria Meeresstern (Kościół NMP Wniebowziętej Gwiazda Morza)

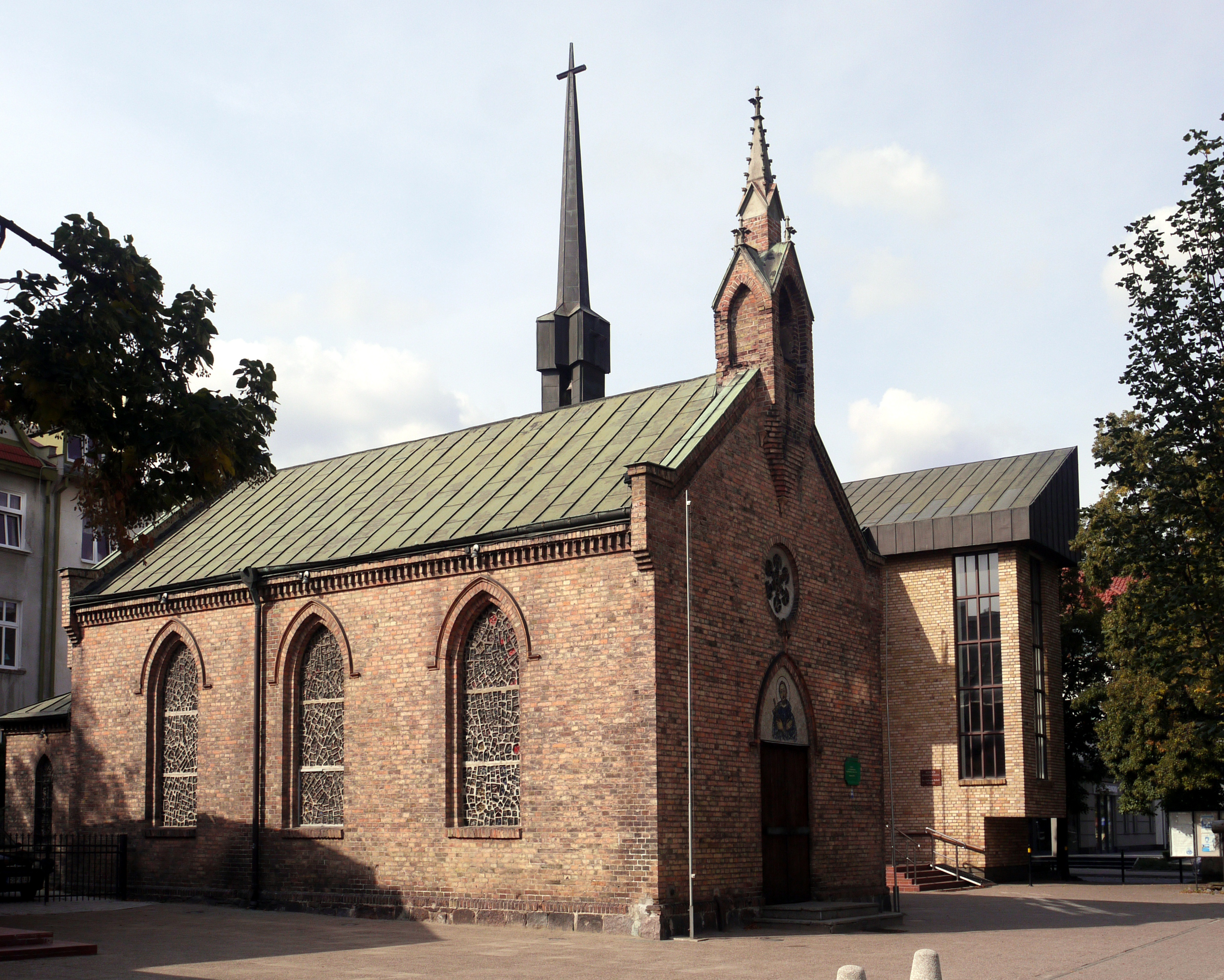
Katholische Kirche des heiligen Andreas Bobola (Kościół parafialny św. Andrzeja Boboli)

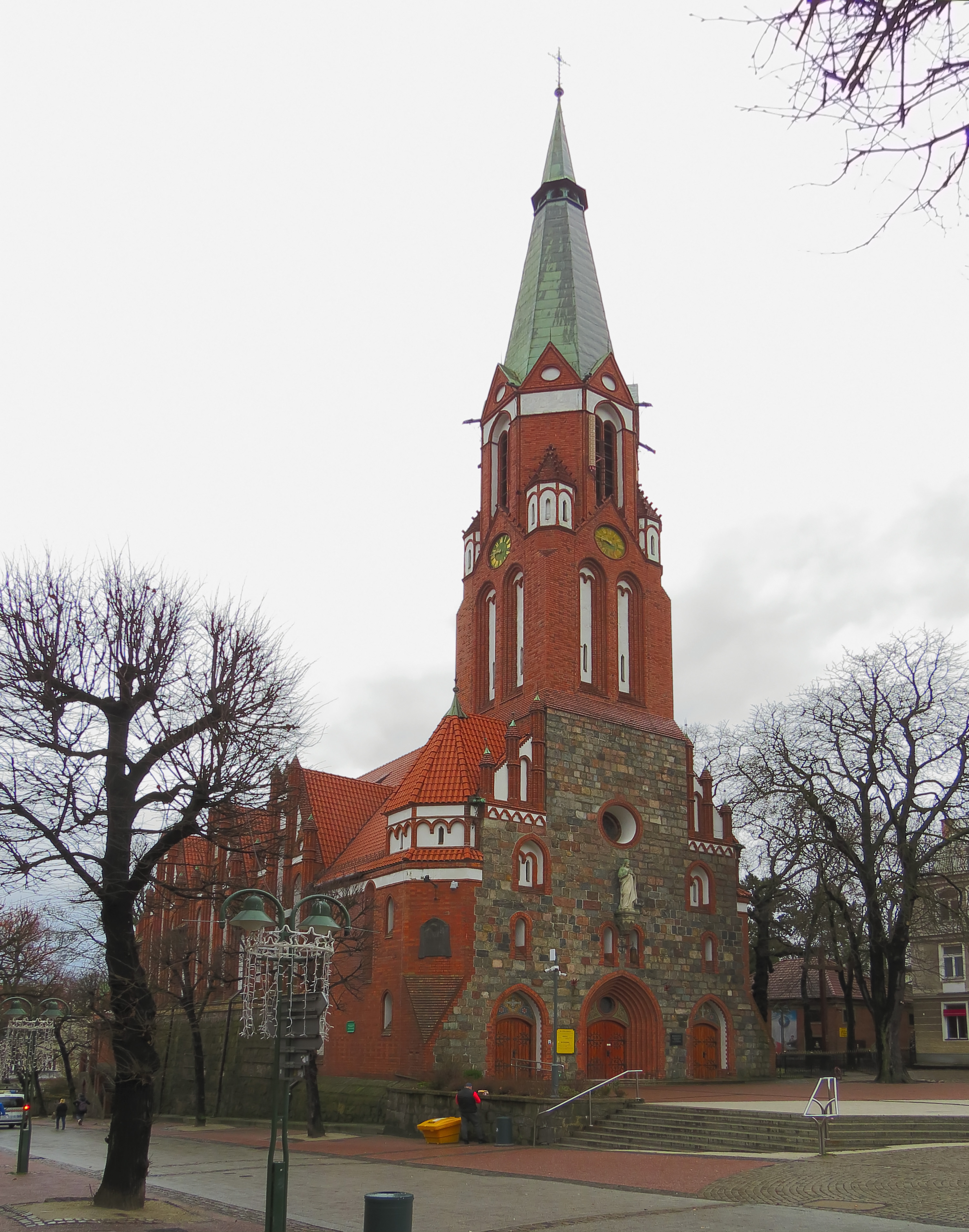
Katholische Garnisonskirche St. Georg (Kościół garnizonowy św. Jerzego)

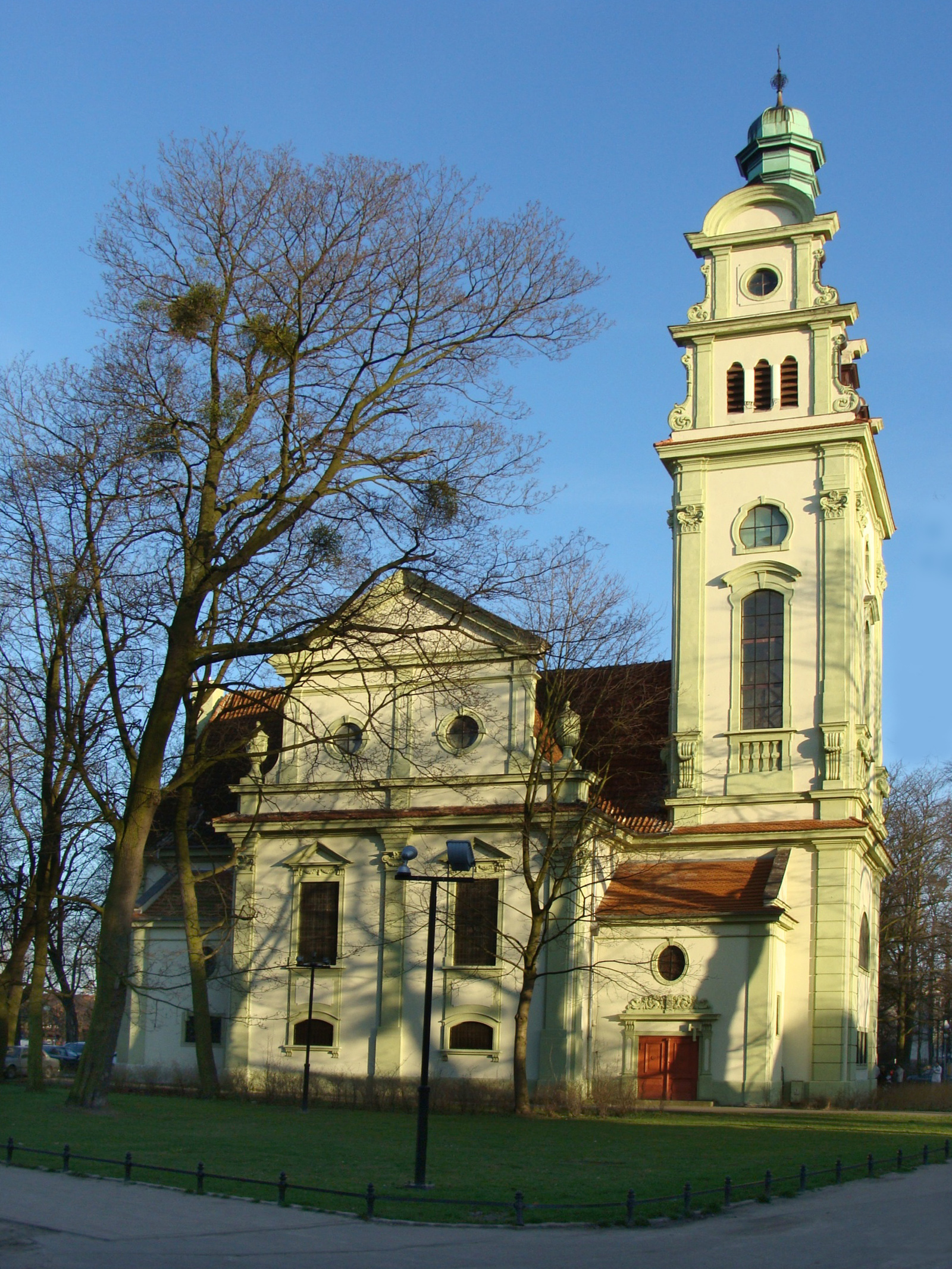
Evangelische Heilandskirche, Bischofskirche für Pommern-Großpolen (Parafia Ewangelicko-Augsburska).

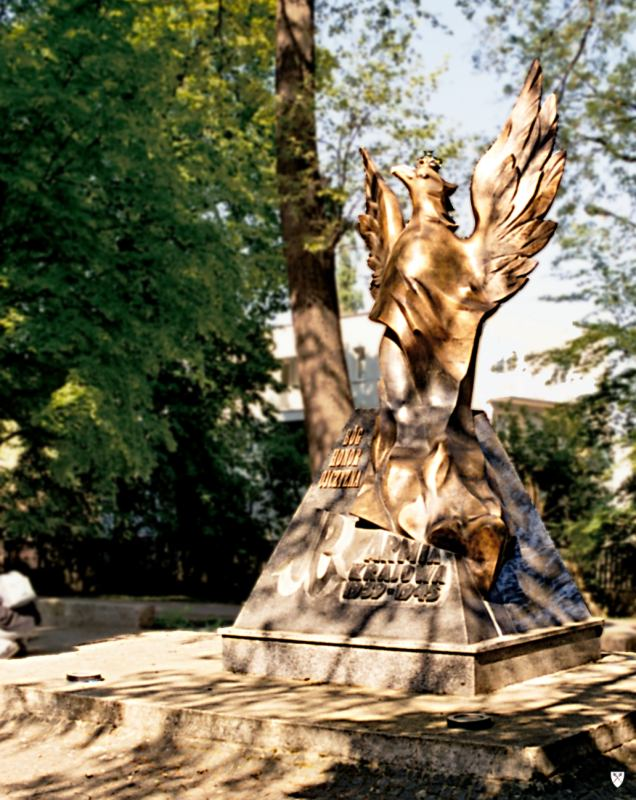
Monument zu Ehren der Armia Krajowa

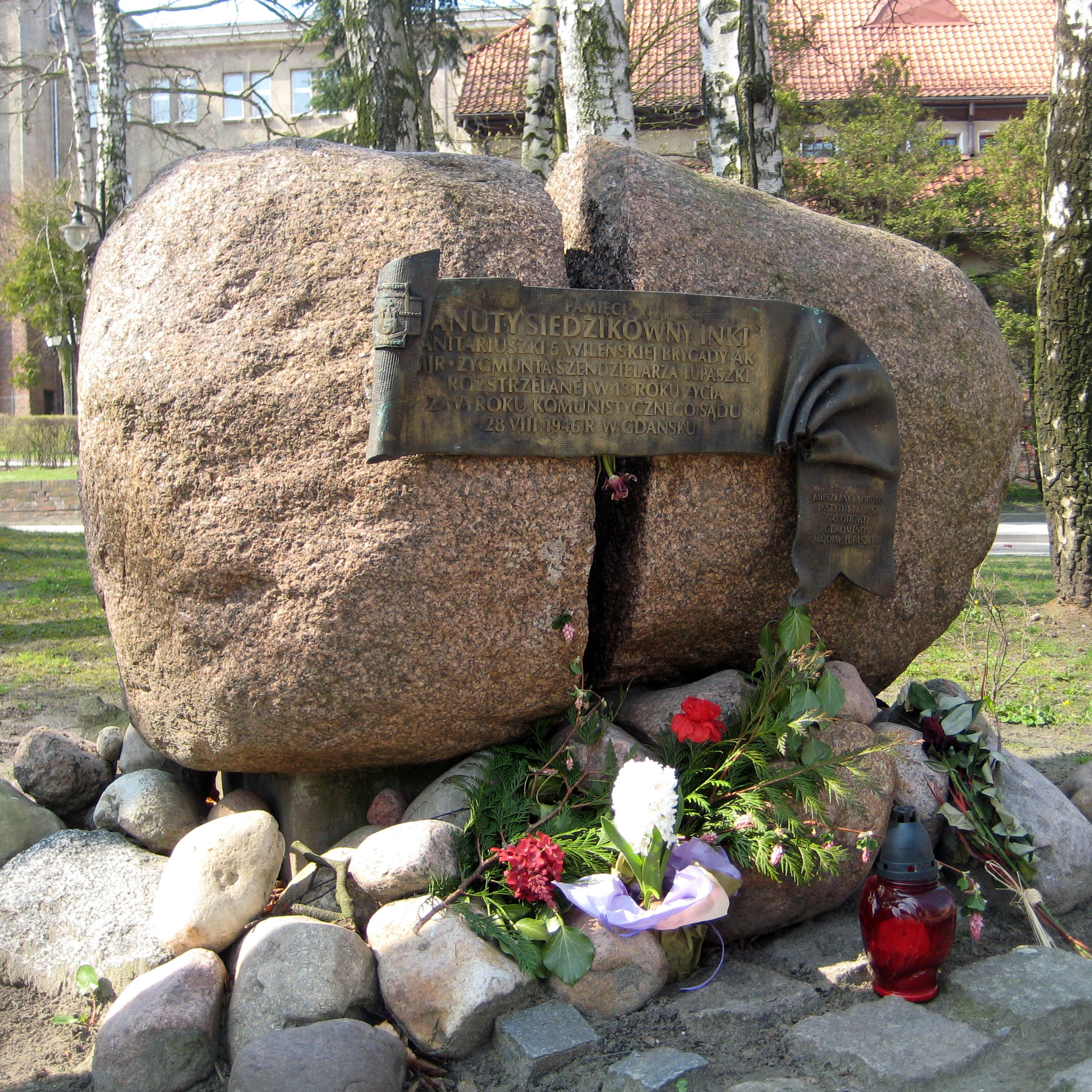
Denkmalstein für Danuta Siedzikówna in Sopot

Sopot [ˈsɔpɔt] (kaschubisch Sopòt; deutsch Zoppot) ist eine Stadt in der polnischen Woiwodschaft Pommern. Es bildet zusammen mit Danzig (Gdańsk) und Gdingen (Gdynia) den Ballungsraum Dreistadt (polnisch Trójmiasto). Während in den beiden Nachbarstädten vor allem Handel, Industrie und Häfen von Bedeutung sind, profitiert Sopot als Kurstadt vornehmlich vom Fremdenverkehr.

## Geographische Lage
Der Bade- und Kurort liegt in der historischen Landschaft Westpreußen, an der Westküste der Danziger Bucht, etwa neun Kilometer nordwestlich von Danzig und neun Kilometer südlich von Gdynia (Gdingen).

## Geschichte
Das Wort Zoppot ist slawischen Ursprungs und bedeutet Quelle. Als kleines Fischerdorf gehörte Zoppot seit 1283 zur Zisterze Oliva und war wie alle Eigentumsortschaften des Klosters gegenüber Danzig zum Burgdienst verpflichtet; von 1283 bis 1807 gehörte es zur Hansestadt Danzig. Die Geschichte Zoppots ist deshalb eng mit der Geschichte der Stadt Danzig verknüpft, die 1308 zusammen mit Pommerellen an den Deutschordensstaat Preußen gefallen war und nach 1466 unter Beibehaltung ihrer Souveränität und Bevölkerung zum Preußen königlichen Anteils gehörte, das sich freiwillig unter die Schirmherrschaft der Krone Polens, das heißt des Königs persönlich, begeben hatte.
In Zoppot wurde 1668 eine Frau der Hexerei beschuldigt, die in einem anschließenden Hexenprozess den Tod fand.
Im Rahmen der ersten polnischen Teilung kam 1772 das Gebiet um Putzig und Zoppot unter Friedrich II. von Preußen zum Königreich Preußen. Im Jahr 1785 wird Zoppot als ein königliches Dorf an der Ostsee mit 38 Feuerstellen (Haushaltungen) bezeichnet. Um 1818 hatte Zoppot einen Gasthof, einen Krug, mehrere Einzelhandels- und Gemischtwarenläden sowie Handwerksbetriebe und war ein häufig besuchter Badeort. Zoppot war Sitz des Amtes Brück. Ein Teil des Dorfs, Unterdorf genannt, lag von den Anwesen der im Oberdorf wohnenden Hauptbesitzer entfernt, hart am Ostseestrand, und wurde von Fischern bewohnt, die ihre Grundstücke zu Erbpachtsrechten besaßen.
Im Jahr 1819 fasste der Verwalter des Domänenamts in dem etwa 19 Kilometer weiter nördlich gelegenen Dorf Brück, Friedrich Gütte, der dort von der Schönheit der natürlichen Umgebung an der Danziger Bucht fasziniert gewesen war, den Entschluss, das Fischerdorf Zoppot in ein modernes Seebad umzuwandeln. Zu diesem Zweck bewirkte er noch im gleichen Jahr die Verlegung des Sitzes des Domänenamtsbezirks von Brück nach Zoppot und leitete dort entsprechende Verwaltungsmaßnahmen ein. 1823 eröffnete der elsässische Arzt Johann Georg Haffner, der 1808 als Chirurg der Grande Armée Napoleon Bonapartes nach Danzig gekommen war, dort geheiratet und sich in Zoppot niedergelassen hatte, den ersten Strandbadbetrieb mit Kursanatorium. Zoppot erwies sich als Kurort für Erholungssuchende gut geeignet, weil bewaldete Höhenzüge den Ort vor Nord- und Westwinden schützen, die Luft milde und mückenfrei ist und das Meerwasser in der Danziger Bucht etwas wärmer ist und einen deutlich geringeren Salzgehalt aufweist als im westlichen Teil der Ostsee. Seit Aufnahme des Kurbetriebs entwickelte sich Zoppot stetig zu einem mondänen Seebad.
Von 1871 bis 1920 gehörte Zoppot zum Deutschen Reich. Seit 1894 erschien die Zoppoter Zeitung.
Durch einen Erlass Kaiser Wilhelms II. vom 8. Oktober 1901 wurde der Landgemeinde Zoppot die Annahme der Städteordnung vom 1. April 1902 ab gestattet. Zoppot gehörte als Stadt zum Kreis Neustadt in Westpreußen. Die rund 14.000 Einwohner (1910) verteilten sich auf das ehemalige Oberdorf – in der Nähe der Eisenbahnlinie und entlang der Danziger Chaussee – und auf das Unterdorf, das Villen- und Hotelviertel in Strandnähe.
Auf dem VI. Deutschen Esperanto-Kongress 1911 in Lübeck wurde Zoppot zum Austragungsort des VII. Deutschen Esperanto-Kongresses der Germana Esperanto-Asocio (GEA) erwählt.
Die Stadt hatte ein Gymnasium und eine kleine evangelische Kirche. Es gab eine Pferderennbahn, die vom Westpreußischen Reitverein unterhalten wurde, sowie eine Radrennbahn. Der 1909–1911 beim Seesteg errichtete Baukomplex mit Kurhaus und Logierhaus, von dem nur die seeseitige Front des Kurhauses erhalten blieb und in einen modernen Neubau integriert wurde, verfügte bereits ab 1919 über ein Spielkasino. Vor dem Ersten Weltkrieg fand in Zoppot alljährlich Mitte Juli die Zoppoter Woche mit einer Reihe sportlicher Wettbewerbe statt. Dazu zählten Pferderennen, Radrennen, eine offene Segelregatta, das Ostdeutsche Tennisturnier, für das Kaiser Wilhelm II. jedes Jahr einen Preis stiftete, sowie Schwimmveranstaltungen. Im August fanden zur Unterhaltung der jährlich etwa 15.000 Bade- und Kurgäste weitere Veranstaltungen wie Theateraufführungen und Hunderennen statt. Unter den nichtdeutschen Badegästen stellten Polen und Russen das größte Kontingent. Von 1924 bis 1927 wurde nördlich des Großen Seestegs das inzwischen in Grand Hotel umbenannte luxuriöse Kasinohotel erbaut, das heute noch das Strandbild prägt.
Bei der ohne Volksbefragung vom Völkerbund angeordneten Bildung der Freien Stadt Danzig am 10. Januar 1920 aufgrund der Bestimmungen des Versailler Vertrags (Artikel 100–108 Abschnitt XI, Teil III VV) wurde die Stadt Zoppot neben der Stadt Danzig und den Landkreisen Danziger Höhe, Danziger Niederung und Großes Werder (einschließlich der Städte Tiegenhof und Neuteich) in den Danziger Staat integriert. Zoppot war für eine kurze Übergangszeit Teil des Kreises Danziger Höhe, bevor es am 15. März 1920 zum Stadtkreis erhoben wurde. Zoppot lag nunmehr direkt an der Grenze zum Polnischen Korridor, mit Übergang zum dortigen Ort Koliebken. Ein kleineres Gebiet Koliebkens, nur 3,34 ha groß, war bei der Grenzziehung 1920 nicht zum Korridor gekommen und wurde am 6. Mai 1922 Zoppot angegliedert.
Zwischen den Weltkriegen legten die Schiffe des Seedienstes Ostpreußen in Zoppot an.
Nach dem Überfall auf Polen 1939 annektierte Deutschland das Gebiet der Freien Stadt Danzig. Es wurde dem Reichsgau Danzig-Westpreußen zugeordnet, zu dem Zoppot bis 1945 gehörte.
Gegen Ende des Zweiten Weltkriegs näherten sich am 19. März 1945 Einheiten der Roten Armee von Westen der Stadt Zoppot. Gegen Abend erging Räumungsbefehl für Zivilisten, die daraufhin zu Tausenden nach Gdingen flohen. Andere nutzten einen Pendelverkehr vom Seesteg nach Danzig-Neufahrwasser. Ab 20. März 1945 kamen Zoppot und Oliva unter Artilleriefeuer, wobei Zoppot zu ca. 10 % zerstört wurde. Die deutschen Truppen zogen ab, und am Abend des 23. März 1945 besetzte die Rote Armee Zoppot ohne größere Kämpfe. Die Sowjetunion unterstellte das Gebiet der Freien Stadt Danzig, somit auch Zoppot, der Verwaltung der Volksrepublik Polen, die es am 30. März 1945 der neugeschaffenen Województwo gdańskie (Woiwodschaft Danzig) eingliederte.
Das Potsdamer Abkommen vom 2. August 1945 bestätigte im Artikel IX. diesen Schritt. Zoppot wurde in Sopot umbenannt.
In Sopot begann nun die Zuwanderung von Polen, die in die verlassenen Häuser einzogen. Sie kamen zum größten Teil aus Zentralpolen. Die ortsansässigen Einwohner der Freien Stadt Danzig wurden bis auf einen kleinen Rest, der seine „Zugehörigkeit und Treue zur polnischen Nation“ nachgewiesen hatte, in mehreren Schritten bis 1946 vertrieben.

Lageplan von 1910
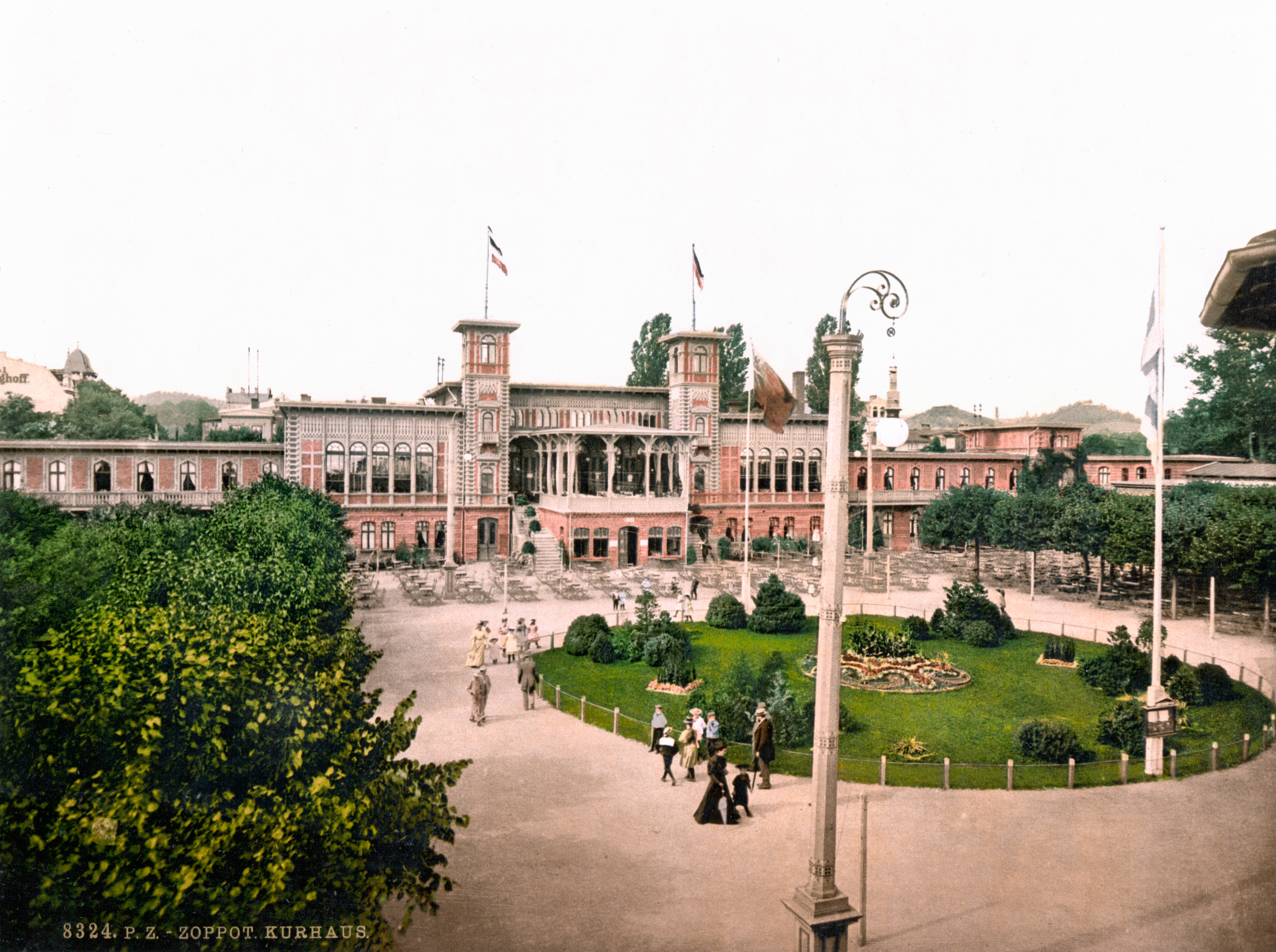
Kurhaus um 1900
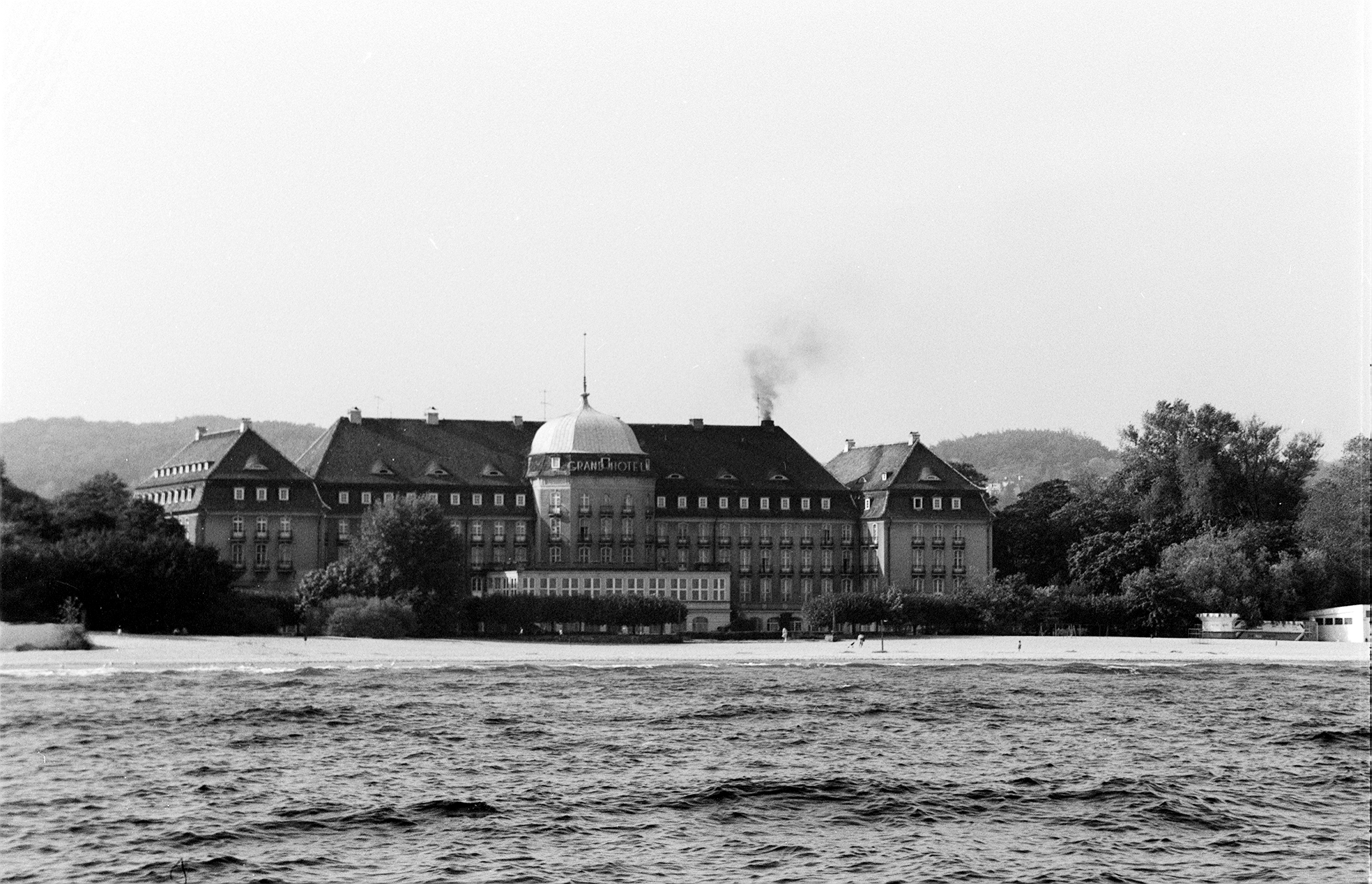
Das noch unsanierte Grand Hotel, vom Seesteg aus gesehen (Oktober 1991)

### Entwicklung der Bevölkerungszahl
| Jahr | Einwohner | Anmerkungen                                                                                                   |
| ---- | --------- | --- |
| 1818 | 0350      | königliches emphyteutisches Dorf mit 38 Feuerstellen (Haushaltungen); davon 176 Lutheraner und 174 Katholiken |
| 1852 | 01.014    | Dorf |
| 1864 | 01.207    | am 3. Dezember, Gemeindebezirk                                                                                |
| 1867 | 01.371    | am 3. Dezember, Gemeindebezirk                                                                                |
| 1871 | 01.487    | am 1. Dezember, Gemeindebezirk, davon 627 Evangelische und 840 Katholiken, in 230 bewohnten Wohnhäusern       |
| 1875 | 02.834    | [ 19 ] |
| 1880 | 03.543    | [ 19 ] |
| 1890 | 04.722    | [ 19 ] |
| 1910 | 15.015    | [ 20 ] |
| 1929 | 30.835    | [ 21 ] |
| 1941 | 27.971    | [ 22 ] |
| 1945 | 21.154    | 15.154 Polen, 6.000 Deutsche (Stand: 1. November 1945)                                                        |
| 2012 | 38.426    | Stand: 30. Juni 2012                                                                                          |

## Sehenswürdigkeiten
Das Stadtbild ist durch Bebauung aus dem 19. und dem frühen 20. Jahrhundert sowie Kureinrichtungen geprägt.
- Das Rathaus der Stadt wurde 1910/1911 nach Entwurf von Paul Puchmüller (1875 Stolp – 1942 Zoppot; 1901 bis 1922 Stadtbaumeister von Zoppot) errichtet und 1922/1923 erweitert.
- An die 1913/1914 von Adolf Bielefeldt erbaute und in der Nacht vom 12. zum 13. November 1938 von den Nationalsozialisten niedergebrannte Synagoge erinnert eine Gedenktafel.
- Die Seebrücke, ein 511,5 Meter langer Holzsteg in die Danziger Bucht, offizieller Name bis 1945 Großer Seesteg, heute Molo genannt, mit Gaststätten sowie Anlegemöglichkeiten für kleine Boote und Ausflugsschiffe.[25]
- Das Krumme Häuschen (Krzywy Domek), ein Bau des 21. Jahrhunderts.
- Der Jüdische Friedhof hat das einzig erhaltene Eingangsportal mit hebräischer Inschrift in der Woiwodschaft Pommern.
- Leuchtturm von 1904[26]
- Denkmal für Wojtek (Bär), der im Zweiten Weltkrieg in der polnischen Armee diente.

Kirchen
- Evangelisch-lutherische Heilandskirche (Kościół Zbawiciela), Sitz des Bischofs der Diözese Pommern-Großpolen, erbaut von 1913 bis 1919 von dem Danziger Architekten Adolf Bielefeldt (1876 Herne – 1934 Danzig) im neubarocken Stil[27]
- Katholische Kirche St. Georg (Kościół garnizonowy św. Jerzego), errichtet 1899 bis 1901 als evangelische Erlöserkirche mit 47 Meter hohem Turm im Stil der Neugotik nach Entwurf des Architekten Ludwig von Tiedemann[28]
- Katholische Kirche Maria Meeresstern (Kościół parafialny NMP Gwiazdy Morza), erbaut 1901/1902, neugotisch.[29]
- Katholische Kirche des heiligen Andreas Bobola (Kościół parafialny św. Andrzeja Boboli), 1869/1870 wurde die neugotische Kapelle Mariä Himmelfahrt errichtet und am 14. August 1870 eingeweiht. Sie wurde 1984 bis 1988 um die heutige Pfarrkirche erweitert.[30]

## Kultur

### Museen
- Museum von Sopot (Muzeum Sopotu), gegründet 2001, mit Ausstellung in der restaurierten Villa Ernst Claaszen (Baujahr 1903/1904) zur Wohnkultur Anfang des 20. Jahrhunderts sowie zur Orts- und Regionalgeschichte.
- Archäologisches Freilichtmuseum – Burganlage „Grodzisko“[31]
- Leuchtturm – lebendiges Museum, das die maritime Geschichte der Region präsentiert.[32]

### Theater und Bühnen
- Die Waldoper Zoppot (Opera Lesna)

### Veranstaltungen
- Sopot Festival
- Vom 13. bis 16. September 2011 fand in Sopot das Cartoon Forum statt. Europaweit der größte Film- und Rechtemarkt für Animations-TV-Serien.[33]

## Sport
Bis 2008 fand in Sopot alljährlich das ATP-Tennisturnier ATP Sopot statt. Mit Prokom Trefl Sopot hat die Stadt Sopot heute einen der besten europäischen Basketballvereine.
Sopot war Austragungsort der Finalrunde der FIVB Volleyball World League der Herren 2011.
Im Jahr 2014 wurden die 15. Hallenweltmeisterschaften der Leichtathletik in der 2010 eröffneten Ergo Arena ausgetragen. Weiterhin ist Sopot ein Spielort der Euro Beach Soccer League 2014.

## Städtepartnerschaft
- Ashkelon, Israel
- Frankenthal, Deutschland
- Karlshamn, Schweden
- Naestved, Dänemark
- Peterhof, Russland
- Ratzeburg, Deutschland
- Southend-on-Sea, Vereinigtes Königreich
- Zakopane, Polen

## Persönlichkeiten

### Söhne und Töchter der Stadt
- Albrecht Steppuhn (1877–1955), General der Infanterie
- Viktor Böttcher (1880–1946), nationalsozialistischer Politiker
- Wilhelm Koepp (1885–1965), deutscher Theologe und Hochschullehrer der Deutschen Christen
- Paul Serotzki (1887 – n. 1950), kommunistischer Politiker
- Alfred Werner (1892–1980), deutscher Philosoph und Hochschullehrer
- Carl Maria Splett (1898–1964), Bischof von Danzig
- Friedrich Georg Houtermans (1903–1966), Physiker
- Fritz Heidingsfeld (1907–1972), deutscher Maler, Glasmaler, Radierer und Entwurfszeichner für Gobelins
- Klaus Kinski (1926–1991), deutscher Schauspieler[34]
- Andreas E. Beurmann (1928–2016), deutscher Musikwissenschaftler
- Gottfried Torbicki (* 1935), deutscher Politiker (NDPD)
- Werner Röcke (1944–2022), deutscher Literaturwissenschaftler und Mediävist, Hochschullehrer
- Winfried Glatzeder (* 1945), deutscher Schauspieler
- Wolfgang Kalähne (* 1945), Flottillenadmiral a. D.
- Marcin Zamoyski (* 1947), Stadtpräsident von Zamość, Woiwode ebenda
- Feliks Klimczak (* 1949), Politiker
- Leonard Krasulski (* 1950), Politiker
- Jacek Tylicki (* 1951), Künstler
- Iwona Buczkowska (* 1953), Architektin und Stadtplanerin
- Janusz Śniadek (* 1955), Gewerkschaftsfunktionär
- Marek Biernacki (* 1959), 1999–2001 Innenminister Polens
- Janusz Pawłowski (* 1959), Judoka
- Tadeusz Aziewicz (* 1960), Politiker der Platforma Obywatelska
- Magdalena Zawada (* 1985), Naturbahnrodlerin

### Mit Sopot verbundene Personen
- Karl David Ackermann (1751–1811), Schauspieler, Sänger und Brauereibesitzer
- Johann Georg Haffner (1775–1830), Arzt aus Colmar, Pionier des Kurbetriebs des Seebades
- Friedrich Gütte (1779–1843), preußischer Domänenamtsbezirks-Verwalter, Initiator und Planer des Seebads Zoppot
- Artur Brausewetter (1864–1946), Pfarrer und Schriftsteller, schrieb den Roman Die Badejungen von Zoppot
- Stefania Łukowicz-Mokwa (1892–1975), polnische Musikerin
- Marian Mokwa (1889–1987), polnischer Maler und Ehrenbürger
- Ryszard Ronczewski (1930–2020), Schauspieler
- Donald Tusk (* 1957), polnischer Politiker

### Ehrenbürger
- Tadeusz Gocłowski (1931–2016), Erzbischof von Danzig (2008)

### Seelsorger und Märtyrer
- Otto Bowien (1863–1931), Pfarrer in Sopot, Initiator in Sopot von zwei Kirchenbauten, einem Kinder- und Schutzschulzentrum, Wohnungen für pensionierte Geistliche und ein Heim für alleinstehende Frauen[35][36][37].
- Walter Hoeft (1906–1939), Vikar, 1939 erschossen, Massaker von Piaśnica
- Konstantyn Krefft (1867–1940), Pfarrer, 1940 umgekommen im KZ Stutthof
- Jerzy Majewski (1904–1942), Vikar, 1942 umgekommen im KZ Dachau
- Władysław Szymanski (1901–1940), Geistlicher, 1940 erschossen im KZ Stutthof
- Robert Wohlfeil (1889–1940), Pfarrer, 1940 umgekommen im KZ Sachsenhausen[38]

### Stadtoberhäupter
- 1900–1905 Volkmar Wurmb (1853–1905), Gemeindevorsteher, ab 1902 Bürgermeister
- 1905–1908 Johannes Kollath (1871–1908), Bürgermeister
- 1908–0000Regierungsassessor Heinrich von Gagern (1878–1964; Zentrum), kommissarisch[39]
- 1908–1919 Max Woldmann (1868–1919), Bürgermeister
- 1919–1930 Erich Laue (1879–1933), ab 1920 Oberbürgermeister[40]
- 1930–1934 Hermann Lewerenz (1893–1939), Oberbürgermeister
- 1934–1936 Wilhelm Fließbach, Oberbürgermeister
- 1936–1941 Erich Temp (1904–1945), Oberbürgermeister[40]
- 1941–1942 Gerhard Koß, geschäftsführender Oberbürgermeister, Bürgermeister 1936–1941[40]
- 1942–1943 Kurt Schrödter, geschäftsführender Oberbürgermeister[40]
- 1943–1945 Wolfgang von Tobien, geschäftsführender Oberbürgermeister[40]
- Feb./März 1945 Hermann Jacob, geschäftsführender Oberbürgermeister[40]
- 1945–0000 Henryk Michniewicz (1907–1956), burmistrz, später Stadtpräsident
- 1945–0000 Tadeusz Soboń, Stadtpräsident
- 1946–0000 Antoni Turek (1907–1996), Stadtpräsident
- 1946–1948 Leonard Wierzbicki (1888–?), Stadtpräsident
- 1948–0000 Srebrnik, Stadtpräsident
- 1948–0000 Bolesław Śliwiński, Stadtpräsident
- 1948–1949 Jan Kapusta (1908–1953), Stadtpräsident
- 1949–1950 Piotr Nowak, Stadtpräsident
- 1950–1952 Alfred Müller (1905–1980), zunächst Stadtpräsident, noch 1950 przewodniczący Miejskiej Rady Narodowej (Vorsitzender des Nationalen Stadtrats)
- 1952–1954 Hieronim Kozieł (1910–1970), przewodniczący
- 1954–1958 Roman Kosznik (1927–1974), przewodniczący
- 1958–1965 Stanisław Podraszko (1911–1973), przewodniczący
- 1965–1969 Zenon Bancer, przewodniczący
- 1969–1978 Bolesław Robakowski, przewodniczący, ab 1973 wieder Stadtpräsident
- 1978–1981 Lech Świątkowski, Stadtpräsident
- 1981–1984 Cezary Dąbrowski (* 1941), Stadtpräsident
- 1984–1990 Andrzej Plona, Stadtpräsident
- 1990–1992 Henryk Ledóchowski (* 1944), Stadtpräsident
- 1992–1998 Jan Kozłowski (* 1946), Stadtpräsident
- 1998–2023 Jacek Karnowski (* 1963), Stadtpräsident
- 202300000 Lucjan Brudzyński (* 1978), amtierender Stadtpräsident (November–Dezember)
- 2023–0000 Magdalena Czarzyńska-Jachim (* 1972), Stadtpräsidentin (Dezember 2023 – Mai 2024 amtierend)

## Galerie

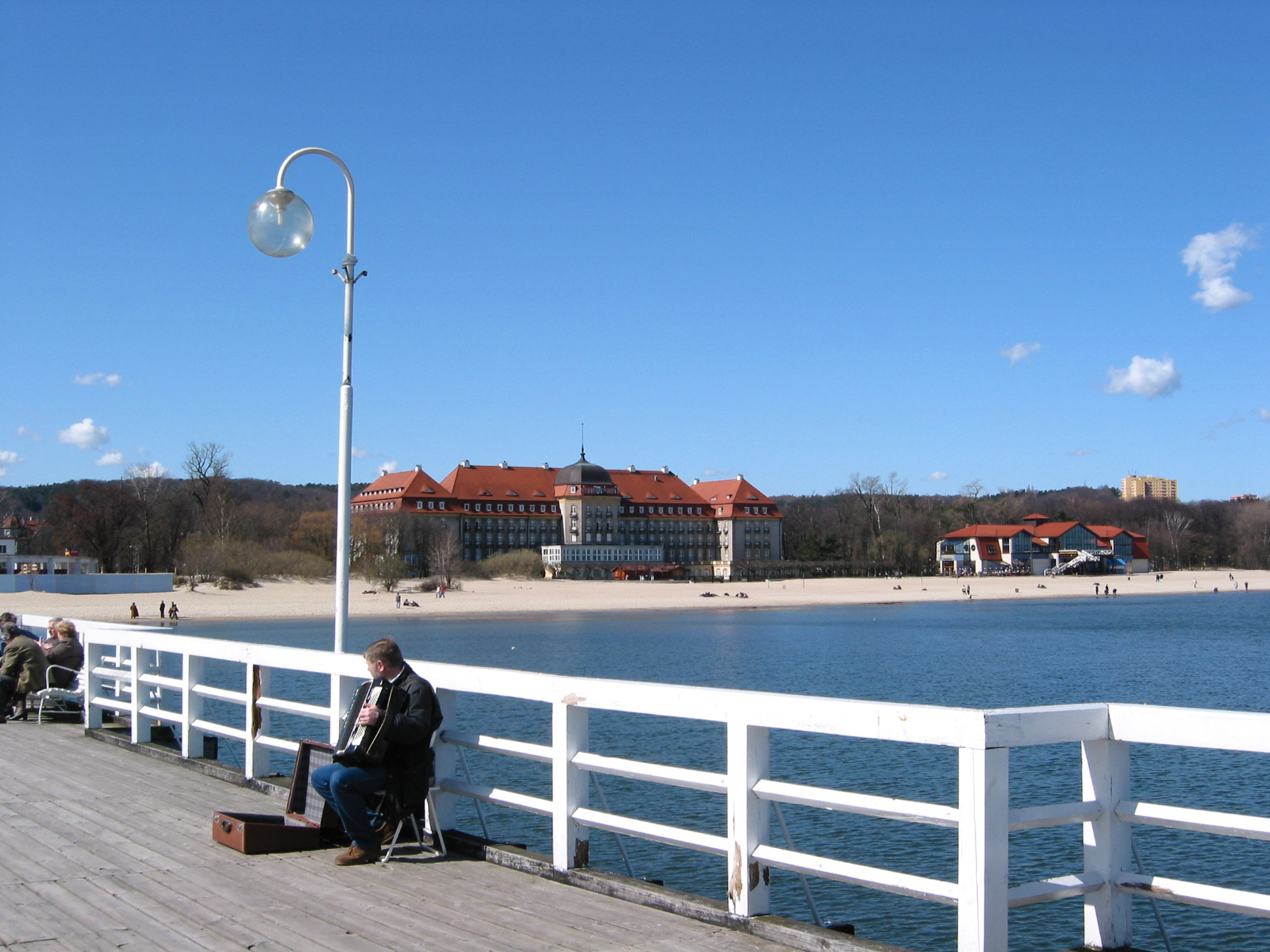
Blick vom Seesteg auf das Grand Hotel
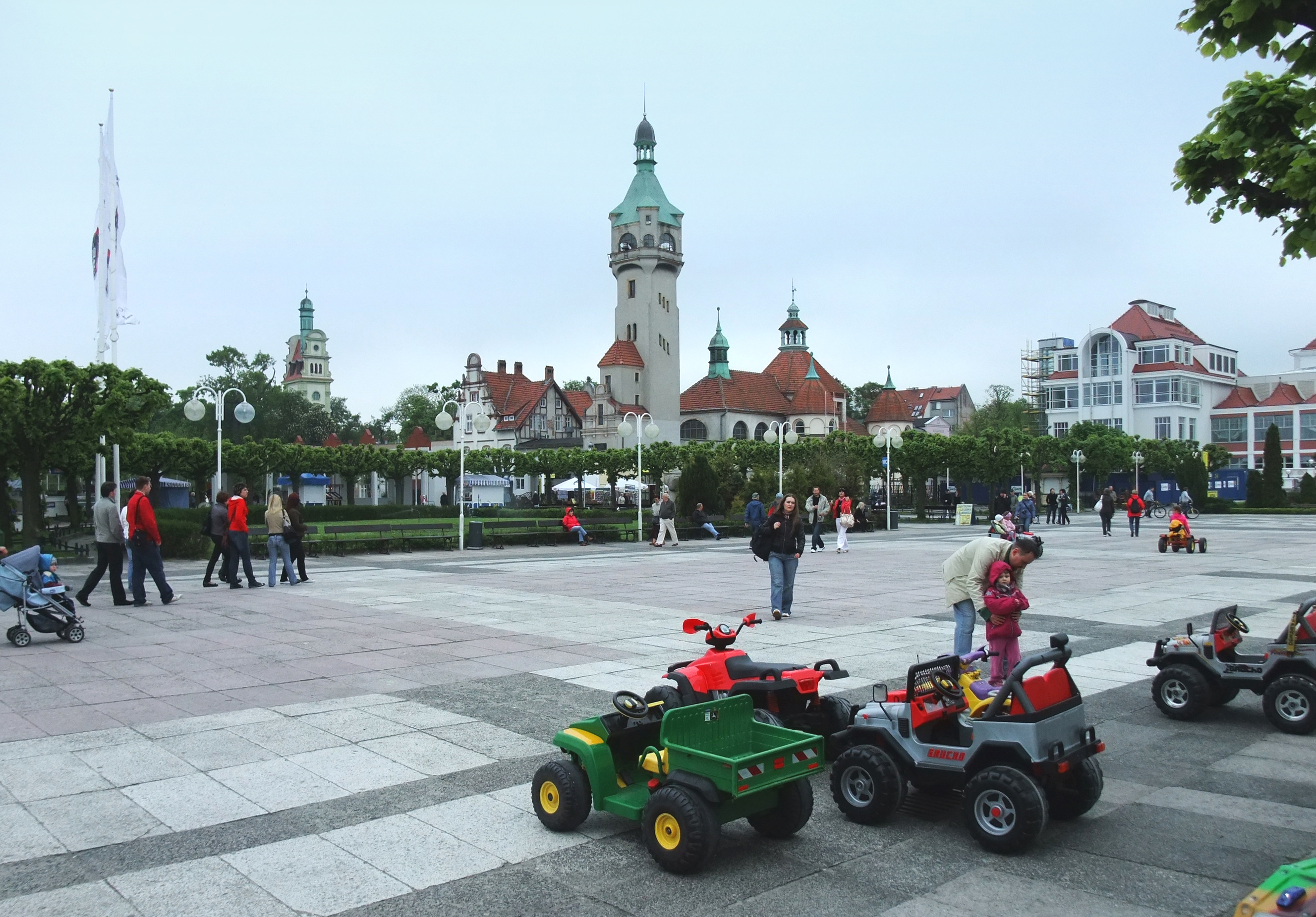
Platz am Seesteg
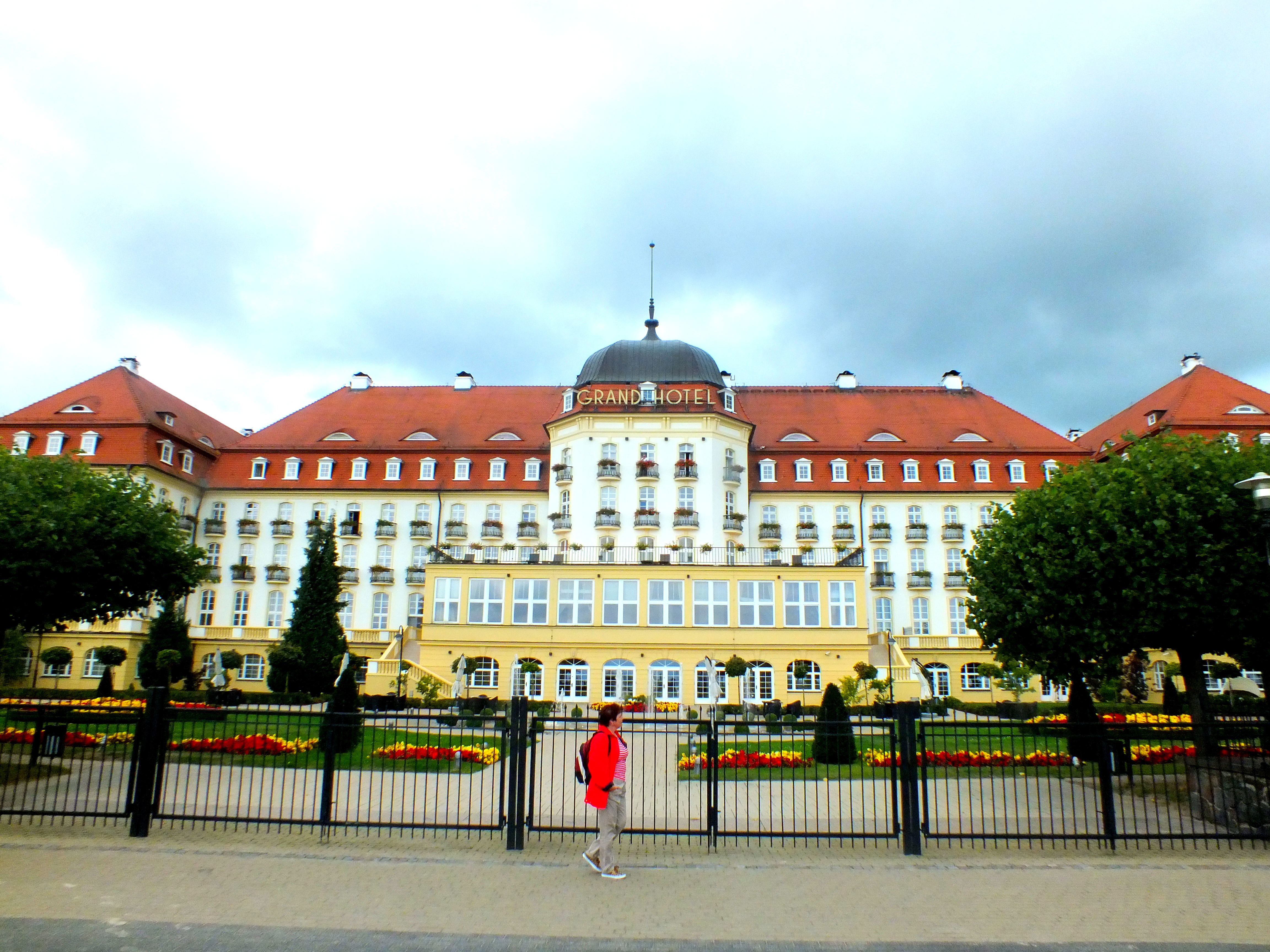
Grand Hotel
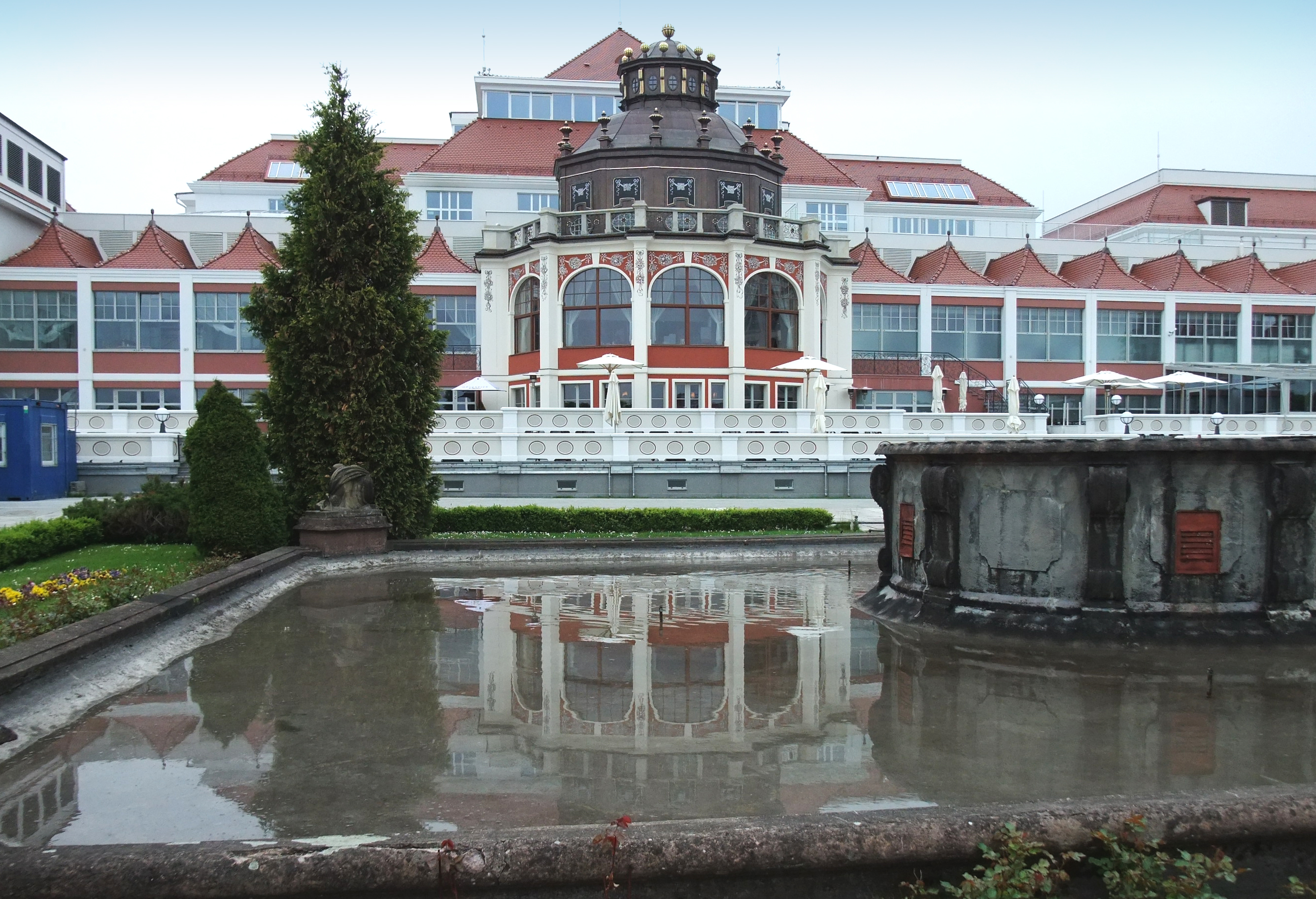
Das zwischen 2007 und 2009 neu erbaute Kurhaus